# Yves Duteil
Yves Duteil (Neuilly-sur-Seine, 24 juli 1949) is een Frans acteur, componist en zanger. Hij was tevens burgemeester van Précy-sur-Marne in het departement Seine-et-Marne van 1989 tot 2014 en zet zich in voor het behoud van de Franse taal, kinderrechten, vrede en het milieu.
Al tijdens zijn kindertijd toonde Duteil interesse voor muziek: hij ging naar school aan het lycée Balzac waar hij orgel speelde in het schoolorkest. In 1967 haalden zijn ouders hem van school om hem privélessen te geven.
In 1968 begon Duteil aan zijn hogere studies economische wetenschappen. Hij kwam niet verder dan het eerste jaar, ging vervolgens maar aan de slag als G.O. (gentil organisateur) bij Club Med en begon te studeren aan het Petit Conservatoire de Mireille waar ook Françoise Hardy en Michel Delpech werden ontdekt.
In 1972 nam hij zijn eerste single op. Virages werd meteen een succes en andere singles volgen snel. In 1974 kwam L’écritoire uit, het eerste album van Duteil. De verkoop was miniem, maar voor Quand on est triste kreeg de zanger wel de publieksprijs en de prijs voor het beste lied op het festival van Spa. Zijn tweede album J'attends deed het aanzienlijk beter en in 1976 speelde hij voor het eerst in de legendarische concertzaal l’Olympia.
Van het album Tarentelle uit 1977 gingen 1,2 miljoen exemplaren de deur uit, goed voor een diamanten plaat. Duteil had intussen een flinke reputatie uitgebouwd als live artiest en in 1978 kon hij uitpakken met Yves Duteil en public, zijn eerste livealbum.
In 1979 verscheen zijn vierde album J’ai la guitare qui me démange. De SACEM (Société des Auteurs, Compositeurs et Editeurs de Musique) riep hem uit tot best verkochte artiest van de periode 1970–1979. De single Prendre un enfant werd door de luisteraars van RTL uitgeroepen tot een van de tien mooiste liedjes van het decennium.

## Discografie
- 1974 : L'écritoire
- 1976 : J'attends
- 1977 : Tarentelle
- 1978 : En public au théâtre des Champs-Élysées
- 1979 : Mélancolie (ook bekend als J'ai la guitare qui me démange)
- 1980 : Yves Duteil chante pour les enfants (compilatie)
- 1981 : Ça n'est pas ce qu'on fait qui compte
- 1982 : L'Olympia
- 1982 : Les saisons Grand-Père
- 1983 : La statue d'ivoire
- 1985 : La langue de chez nous
- 1985 : L'univers musical d'Yves Duteil par Jean Musy
- 1987 : Ton absence
- 1988 : Côté scène - Olympia
- 1990 : Blessures d'enfance
- 1991 : Au Zénith
- 1992 : Vos préférences (compilatie)
- 1993 : Ligne de vie
- 1994 : Entre elles et moi (compilatie)
- 1996 : Pour les enfants (compilatie)
- 1997 : Touché
- 1997 : Correspondances (compilatiekoffer 4 cd's)
- 2001 : Tournée acoustique
- 2001 : Sans attendre
- 2002 : Yves Duteil chante les enfants (compilatie)
- 2003 : Yves Duteil chante pour elle (compilatie)
- 2003 : Yves Duteil par cœur (compilatie)
- 2004 : Yves Duteil chante l'air des mots (compilatie)
- 2008 : (fr)agiles
- 2012 : Flagrant Délice